# Yazhou

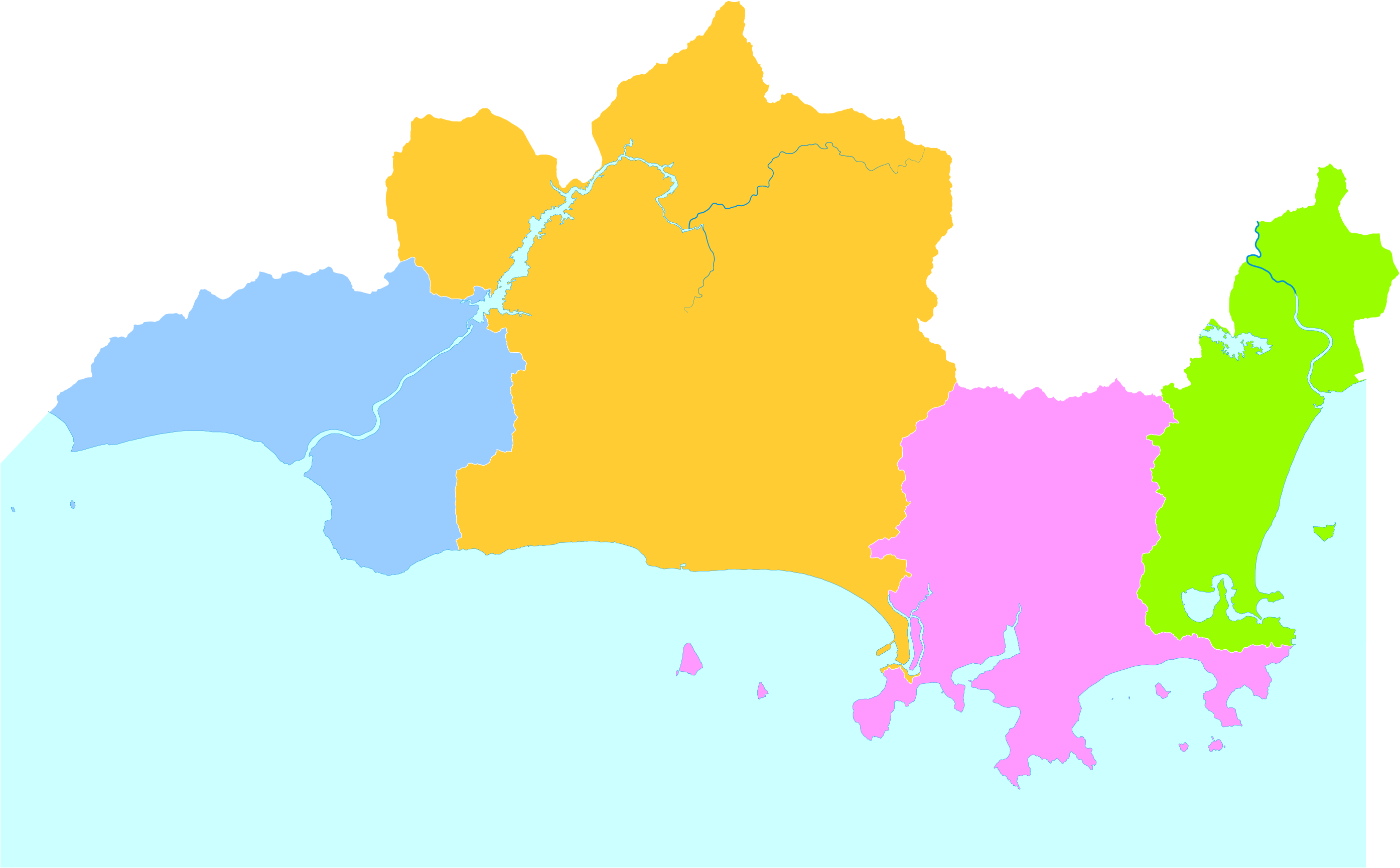
Yazhou im Westen von Sanya

Yazhou (chinesisch 崖州区, Pinyin Yázhōu Qū) ist der westliche Stadtbezirk der bezirksfreien Stadt Sanya in der Provinz Hainan der Volksrepublik China. Er hat eine Fläche von 337,9 km² und 116.895 Einwohner (Stand: Zensus 2020).
Yazhou wurde als Stadtbezirk am 30. Juli 2014 gegründet und umfasst das Gebiet der ehemaligen Großgemeinde Yacheng (崖城镇) und der Staatsfarm Nanbin (国营南滨农场).

## Administrative Gliederung
Anders als sonst in China üblich, ist die Dorfebene in Yazhou administrativ direkt der Kreisebene (Stadtbezirk) unterstellt. Die Gemeindeebene fehlt. Auf Dorfebene setzt sich Yazhou aus sieben Einwohnergemeinschaften und 24 Dörfern zusammen. Diese sind:
- Einwohnergemeinschaft Dongguan (东关社区);
- Einwohnergemeinschaft Dongjing (东京社区);
- Einwohnergemeinschaft Longgang (龙港社区);
- Einwohnergemeinschaft Meilian (梅联社区);
- Einwohnergemeinschaft Quexin (雀信社区);
- Einwohnergemeinschaft Wenming (文明社区);
- Einwohnergemeinschaft Zhonghe (中和社区);
- Dorf Baogu (抱古村);
- Dorf Baoping (保平村);
- Dorf Beiling (北岭村);
- Dorf Changshan (长山村);
- Dorf Chengdong (城东村);
- Dorf Chengxi (城西村);
- Dorf Chicao (赤草村);
- Dorf Dadan (大蛋村);
- Dorf Fengling (凤岭村);
- Dorf Gangmen (港门村);
- Dorf Gongbei (拱北村);
- Dorf Haitang (海棠村);
- Dorf Lingao (临高村);
- Dorf Meidong (梅东村);
- Dorf Meixi (梅西村);
- Dorf Nanshan (南山村);
- Dorf Qianlong (乾隆村);
- Dorf Sangeng (三更村);
- Dorf Sanqianmi (三千米村);
- Dorf Shuinan (水南村);
- Dorf Ya’an (雅安村);
- Dorf Yacheng (崖城村);
- Dorf Yanzao (盐灶村);
- Dorf Zhenhai (镇海村).